# Radball-Weltcup 2005
Der Radball-Weltcup 2005 war die 4. Austragung des von der UCI veranstalteten Radball-Weltcups. Die Turnier-Serie begann am 21. Mai 2005 und endete am 1. April 2006 anlässlich des Weltcup-Finales in Ober-Olm. Insgesamt haben 36 Teams teilgenommen, jedoch spielten nur 15 davon an mindestens 3 Turnieren und hatten somit die Möglichkeit den Final zu erreichen. 
Weltcup-Gewinner war der RC Höchst 1 aus Österreich.

## Turnier-Übersicht
| Datum              | Austragungsort | Gewinner         | Zweiter         | Dritter         |
| ------------------ | -------------- | ---------------- | --------------- | --------------- |
| 21. Mai 2005       | Gent           | RSV Sangerhausen | SNA Gent 1      | RV Hohenems     |
| 28. Mai 2005       | St. Pölten     | RSV Sangerhausen | Favorit Brünn 2 | CK Svitavka     |
| 27. August 2005    | Mosnang        | RV Winterthur    | RC Höchst 1     | RV Hechtsheim   |
| 3. September 2005  | Kunštát        | RSV Sangerhausen | CK Svitavka     | RV Winterthur   |
| 24. September 2005 | Oftringen      | Favorit Brünn 1  | RV Winterthur   | RV Hechtsheim   |
| 1. Oktober 2005    | Mücheln        | RSV Sangerhausen | Favorit Brünn 2 | RC Höchst 1     |
| 9. Oktober 2005    | Tokyo          | CK Svitavka      | VMC Oftringen   | Team Fuji Tokyo |
| 20. Dezember 2005  | Höchst         | RC Höchst 1      | RV Hechtsheim   | Favorit Brünn 2 |

## Punktestand
Für jedes Weltcupturnier werden Weltcuppunkte vergeben. Nach allen acht Turnieren werden die Punkte für jedes Team addiert und die acht Teams mit den meisten Punkten gelangen in den Final. Ebenfalls im Final spielt ein Team aus Asien und das Heimteam (Wildcard) des Veranstalters.
| Rang   | 1  | 2  | 3  | 4  | 5  | 6  | 7  | 8  | 9  | 10 |
| Punkte | 50 | 45 | 40 | 35 | 30 | 25 | 20 | 18 | 16 | 14 |

Der Punktestand entscheidet nur darüber, welche Teams in den Final gelangen. Im Finale hatten jedoch alle Teams wieder die genau gleichen Chancen zu Gewinnen.
In dieser Tabelle sind nur die Teams aufgelistet, welche mindestens 3 Turniere gespielt haben. Die mit  gelb  hinterlegten Teams sind qualifiziert für den Final.
| Rang | Team               | Spieler            | Spieler             | Punkte | Starts |
| ---- | ------------------ | ------------------ | ------------------- | ------ | ------ |
| 01   | RSV Sangerhausen   | Mike Pfaffenberger | Steve Pfaffenberger | 200    | 4      |
| 02   | Favorit Brünn 2    | Jiří Hrdlička      | Miroslav Berger     | 165    | 4      |
| 03   | CK Svitavka        | Radim Hason        | Pavel Loskot        | 165    | 4      |
| 04   | RC Höchst 1        | Simon König        | Dietmar Schneider   | 155    | 4      |
| 05   | RV Winterthur      | Timo Reichen       | Peter Jiricek       | 155    | 4      |
| 06   | RV Hechtsheim      | Christian Hess     | Thomas Abel         | 150    | 4      |
| 07   | SNA Gent 1         | Christoph Baudu    | Rik Deuvaert        | 150    | 4      |
| 08   | Favorit Brünn 1    | Pavel Smid         | Jiri Böhm           | 135    | 4      |
| 09   | RMV Mosnang        | Daniel Schneider   | Lukas Schönenberger | 120    | 4      |
| 10   | RV Hohenems        | Christian Kainz    | Jürgen Türtscher    | 100    | 3      |
| 11   | RV Gärtringen      | Matthias König     | Uwe Berner          | 95     | 4      |
| 12   | VMC Oftringen      | Rafael Stadelmann  | Andreas Zaugg       | 86     | 3      |
| 13   | ARBÖ Liesing-Erlaa | Herbert Pischl     | Jürgen Pischl       | 77     | 4      |
| 14   | VC Cronenburg      | Jacques Ohl        | Stéphane Bauer      | 50     | 3      |
| 15   | VCFB Feurs         | Michel Maillavin   | Jérémy Reboul       | 42     | 3      |

## Weltcup-Finale
Die 10 Teams wurden in 2 Gruppen unterteilt. Innerhalb dieser Gruppe spielte dann Jeder gegen Jeden einmal. Die Gewinner der beiden Gruppen spielten danach gegen den Zweitplatzierten der anderen Gruppe. Die anderen Teams spielten gegen das Team aus der anderen Gruppe auf demselben Rang. Die beiden Verlierer aus den Halbfinalen spielten dann um Rang drei, die beiden Sieger um den Weltcup-Sieg.

### Vorrunde
| Gruppe 1 | Gruppe 1         | Gruppe 1 | Gruppe 1 |
| Rang     | Team             | Tore     | Punkte   |
| -------- | ---------------- | -------- | -------- |
| 1        | RV Hechtsheim    | 24 : 10  | 10       |
| 2        | RC Höchst 1      | 21 : 09  | 9        |
| 3        | RSV Sangerhausen | 22 : 09  | 7        |
| 4        | Favorit Brünn 1  | 13 : 14  | 3        |
| 5        | Team Fuji Tokyo  | 02 : 40  | 0        |

| Gruppe 2 | Gruppe 2         | Gruppe 2 | Gruppe 2 |
| Rang     | Team             | Tore     | Punkte   |
| -------- | ---------------- | -------- | -------- |
| 1        | Favorit Brünn 2  | 20 : 13  | 12       |
| 2        | RV Winterthur    | 18 : 08  | 9        |
| 3        | SNA Gent 1       | 18 : 12  | 6        |
| 4        | CK Svitavka      | 12 : 18  | 3        |
| 5        | RV Ober-Olm (WC) | 12 : 29  | 0        |

### Finalrunde
| 1. Halbfinale           |   |                 |                     |
| RV Hechtsheim           | – | RV Winterthur   | 4 : 5               |
| 2. Halbfinale           |   |                 |                     |
| Favorit Brünn 2         | – | RC Höchst 1     | 1 : 5               |
| Spiel um Platz 9 und 10 |   |                 |                     |
| Team Fuji Tokyo         | – | RV Ober-Olm     | 3 : 7               |
| Spiel um Platz 7 und 8  |   |                 |                     |
| Favorit Brünn 1         | – | CK Svitavka     | 3 : 3 (9 : 8 n. P.) |
| Spiel um Platz 5 und 6  |   |                 |                     |
| RSV Sangerhausen        | – | SNA Gent 1      | 8 : 2               |
| Spiel um Platz 3 und 4  |   |                 |                     |
| RV Hechtsheim           | – | Favorit Brünn 2 | 3 : 5               |
| FINALE                  |   |                 |                     |
| RV Winterthur           | – | RC Höchst 1     | 3 : 3 (4 : 6 n. P.) |

### Endstand
| Rang | Team             | Spieler            | Spieler             |
| ---- | ---------------- | ------------------ | ------------------- |
| 01   | RC Höchst 1      | Simon König        | Dietmar Schneider   |
| 02   | RV Winterthur    | Timo Reichen       | Peter Jiricek       |
| 03   | Favorit Brünn 2  | Jiří Hrdlička      | Miroslav Berger     |
| 04   | RV Hechtsheim    | Christian Hess     | Thomas Abel         |
| 05   | RSV Sangerhausen | Mike Pfaffenberger | Steve Pfaffenberger |
| 06   | SNA Gent 1       | Christoph Baudu    | Rik Deuvaert        |
| 07   | Favorit Brünn 1  | Pavel Smid         | Jiri Böhm           |
| 08   | CK Svitavka      | Radim Hason        | Pavel Loskot        |
| 09   | RV Ober-Olm      | Peter Brieske      | Dirk Schmitt        |
| 10   | Team Fuji Tokyo  | Shigefumi Mori     | Takashi Kuroda      |